# Mort de Zyed Benna et Bouna Traoré
Pour un article plus général, voir Émeutes de 2005 dans les banlieues françaises.

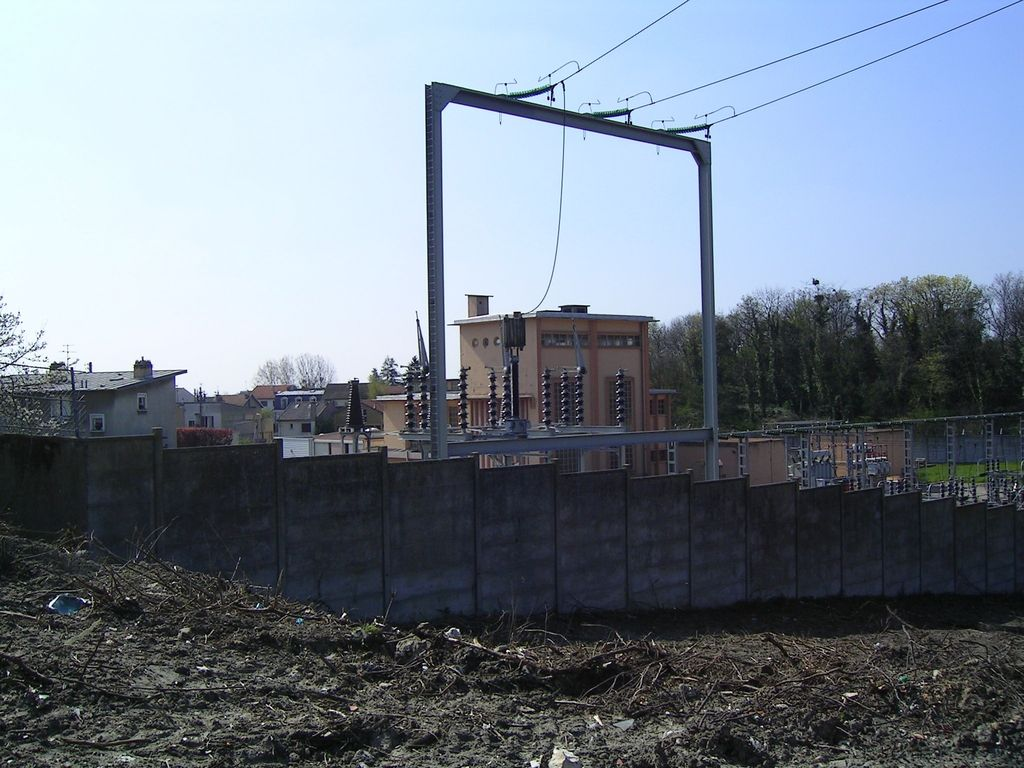
Poste de transformation électrique de Clichy-sous-Bois.

La mort de Zyed Benna et Bouna Traoré, le 27 octobre 2005 à Clichy-sous-Bois, concerne deux adolescents électrocutés dans l’enceinte d'un poste électrique dans lequel ils se sont cachés pour échapper à un contrôle de police, ce qui cause de violents affrontements entre plusieurs centaines d'individus de Clichy-sous-Bois et les forces de la police française. Le 28 octobre, alors que la ville était sous le choc, le Premier ministre Dominique de Villepin et le ministre de l'Intérieur Nicolas Sarkozy ont fait de premières déclarations suggérant que les victimes étaient des voleurs.
Cet événement est un élément déclencheur des émeutes de 2005 dans les banlieues françaises. Deux policiers jugés pour non-assistance à personne en danger seront relaxés dix ans plus tard en l'absence d'éléments probants, décision confirmée en appel.

## Circonstances
Le 27 octobre 2005, à Clichy-sous-Bois, en fin d'après-midi, une dizaine de jeunes Clichois reviennent à pied du stade Marcel-Vincent de Livry-Gargan, où ils ont passé l’après-midi à jouer au football, étant en vacances. En chemin, ils passent à proximité d’un chantier de logements en construction. De sa fenêtre, l’employé du funérarium voisin les voit s'en approcher et s'inquiète en pensant que l’un d’eux fait le guet, puis il appelle la police. Le rapport de police de l'Inspection générale de la Police nationale, rendu le 8 décembre 2006, avance qu'aucun cambriolage n'a eu lieu à ce moment mais que c'est l'approche de la police qui l'aurait empêché :

« [la] tentative de vol était bien constituée dans la mesure où ses auteurs n'avaient renoncé à leur action concertée et organisée, non pas de leur propre fait, mais à la suite de l'intervention rapide et efficace des policiers de la BAC 833. »

À 17 h 25, le commissariat ordonne à la BAC 833 de se rendre sur place. D'après les enregistrements des conversations radio de 17 h 32, un des membres des forces de l'ordre présents sur place, Sébastien Gaillemin, dit dans trois appels à ses collègues qu'il a vu les jeunes se diriger dans la direction de l'installation électrique : « Deux individus sont localisés. Ils sont en train d'enjamber pour aller sur le site EDF. Il faudrait cerner le coin. » Puis : « Il faudrait ramener du monde », et enfin :

« S'ils rentrent sur le site EDF, je ne donne pas cher de leur peau »

La police nationale essaye d’interpeller six personnes dans le parc Vincent-Auriol et deux autres dans le cimetière des Prés qui jouxte le poste de transformation EDF où se sont réfugiés trois fuyards : Bouna Traoré (15 ans), Zyed Benna (17 ans) et Muhittin Altun (17 ans). Cherchant à se cacher dans un transformateur électrique, Bouna Traoré et Zyed Benna meurent par électrocution dans l'enceinte d'un poste source à 18 h 12. Le troisième, Muhittin Altun, est gravement brûlé, mais parvient à regagner son quartier et à alerter d'autres personnes,.
Dans son témoignage, Altun affirme que les trois adolescents fuient en voyant une voiture de police dont un policier descend avec un Flash-Ball à la main : ils ne veulent pas être en retard chez eux pour le repas de coupure du ramadan, à 18 heures. Ils n'ont en effet pas de papiers sur eux, les papiers étant conservés par leurs parents qui ont eu « tellement de mal à les avoir », et un passage au commissariat les mettrait forcément en retard. Un des jeunes sur place, David, affirme qu'il n'y a aucune raison de courir, mais ses camarades ne l'écoutent pas, sachant que leurs parents les accuseront de s'être mal comportés s'ils sont arrêtés, même dans ce contexte. Ils restent cachés dans le transformateur pendant une demi-heure, entendant les sirènes et des voix de policiers.
Nicolas Sarkozy, alors ministre de l'Intérieur, exclut la faute policière et déclare que les trois victimes n'étaient pas poursuivies par la police,. Le lendemain matin de la mort des deux adolescents, alors qu'il est en déplacement à Nancy, il affirme que « lors d'une tentative de cambriolage, lorsque la police est arrivée, un certain nombre de jeunes sont partis en courant ». Cette version est corroborée par le Premier ministre Dominique de Villepin : « Il s'agit, selon les indications qui m'ont été données, de cambrioleurs qui étaient à l’œuvre »,.
Partout en France, à Nantes, Brest, Strasbourg, Saint-Etienne et Toulouse, des écoles, gymnases et commerces sont incendiés. Sarkozy parle d'actions « non spontanées » et « parfaitement organisées » (un rapport des services de renseignement, trois semaines plus tard, affirme le contraire). Il annonce l'instauration de « l'état d'urgence », une loi conçue pendant la guerre d'Algérie. Il faudra dix jours avant que la normalité ne soit rétablie.

## Procès des policiers

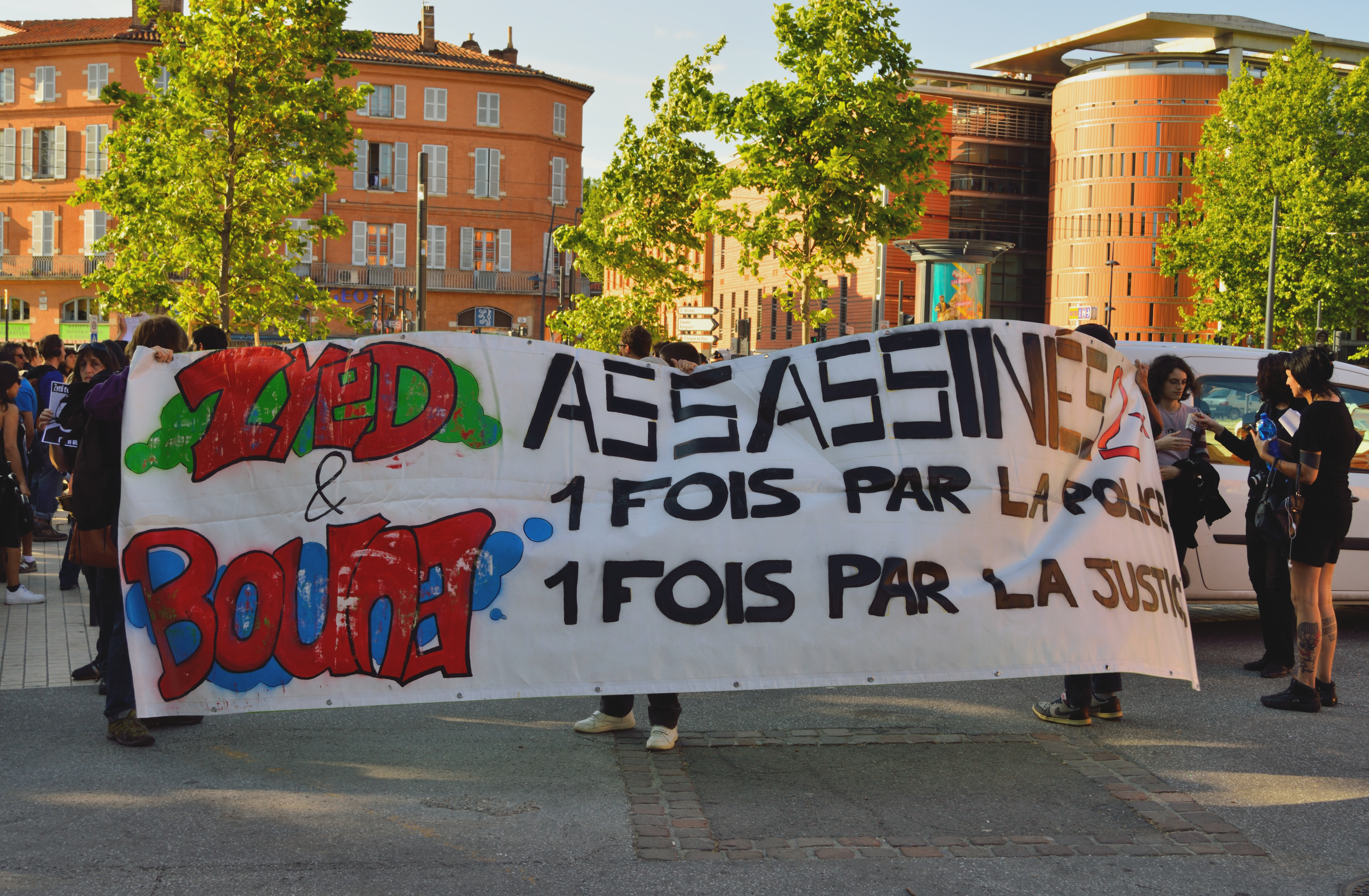
Banderole dans un rassemblement contre l'impunité policière à Toulouse, le jour où les policiers poursuivis dans l'affaire Zyed et Bouna sont acquittés.

Le 8 février 2007, deux policiers ont été mis en examen pour « non-assistance à personne en danger » après la mort de Zyed Benna et Bouna Traoré.
Le 16 mars 2015, à la suite de diverses péripéties judiciaires, se tient le procès des deux policiers pour « non-assistance à personne en danger » et « mise en danger délibérée de la vie d'autrui » et fait l'objet d'un important suivi médiatique. Ils encourent jusqu'à 5 ans de prison et 75 000 € d'amende. La décision rendue le 18 mai 2015 aboutit à leur relaxe définitive. Alors que les avocats des familles, Emmanuel Tordjman et Jean-Pierre Mignard, avaient appelé les juges à donner à leur décision une portée symbolique, le tribunal s'en tient à une stricte application du droit et conclut que même si l'un des policiers avait dit sur les ondes de la police que « s'ils entrent ici, je ne donne pas cher de leur peau », aucun d'eux n'avait eu « une conscience claire d'un péril grave et imminent »,. Ce jugement est confirmé par un arrêt de la cour d'appel de Rennes rendu le 24 juin 2016.
Selon le sociologue Didier Lapeyronnie, « le verdict sera interprété comme un profond déni de justice non seulement par les proches, mais plus généralement par la population des quartiers populaires », alors que les relations entre les populations et la police ou les institutions resteront distantes et difficiles.

## Soutien associatif

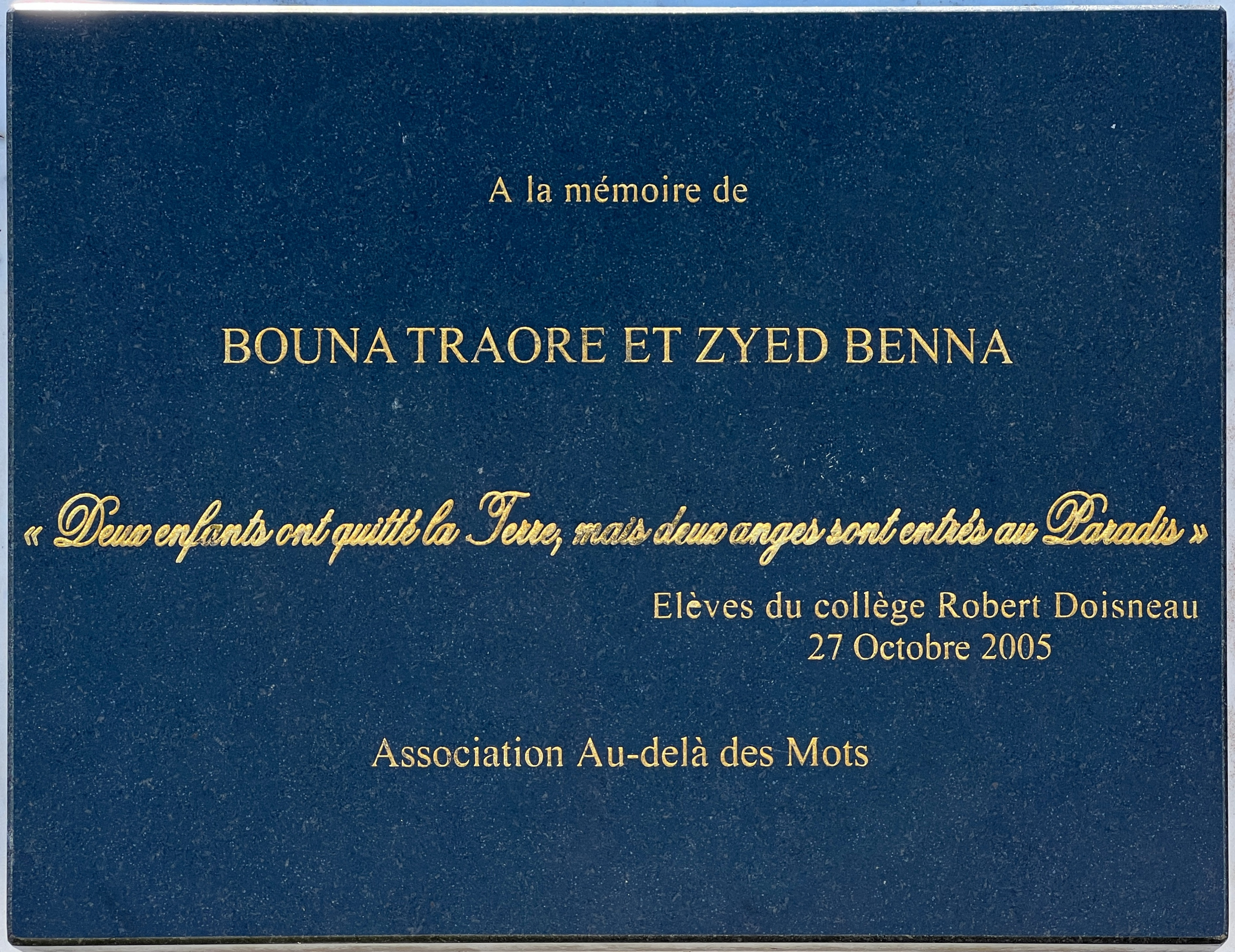
Plaque en leur mémoire devant le collège Robert-Doisneau.

À la suite des événements, Samir Mihi crée l'association ADM — Au-delà des Mots —, qui a pour objectif de soutenir sur le plan moral et matériel les familles de Bouna Traoré, Zyed Benna et Muhittin Altun.

## Muhittin Altun
Muhittin Altun, seul rescapé du trio, a depuis été condamné à quatre reprises par la justice pour des faits de vols, d'agressions et de violences. 

### Filmographie
- Kindertotenlieder, documentaire réalisé par Virgil Vernier et sorti en 2021.